# Albin Müller Rundegg
Albin Müller Rundegg (* 21. Juni 1891 in Obermais bei Meran; † 16. Februar 1975 in der Stadt Salzburg) war ein österreichischer Kunstmaler.

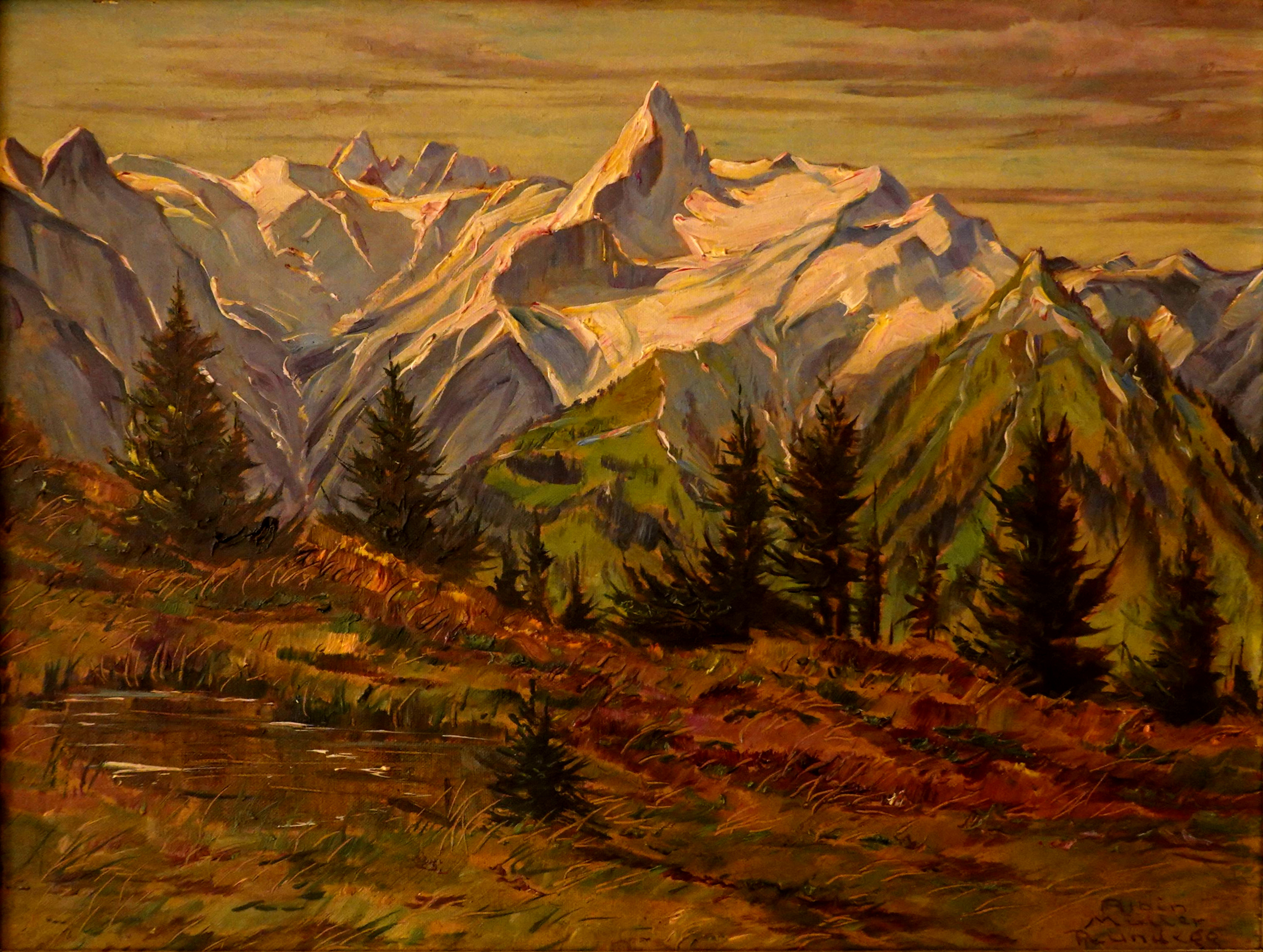
Kitzsteinhorn im Land Salzburg

## Leben
Albin Müller verbrachte seine Jugend auf dem in Obermais gelegenen Schloss Rundegg, deshalb nahm er Rundegg in späteren Jahren als Künstlernamen zu seinem Namen dazu. Nach dem Besuch der evangelischen Schule in Meran erlernte er im Betrieb seines Vaters den Beruf des Dekorations- und Kirchenmalers. Er studierte in München an der Kunstakademie, ging anschließend nach Paris, wo er bei Jules-Joseph Lefebvre arbeitete.
Im Ersten Weltkrieg war er mit den Tiroler Kaiserjägern an der Front. Nach einer Verwundung kam er zu einem Artillerieregiment nach Salzburg. Nach dem Krieg ließ er sich 1918 in Salzburg nieder. Zeitlebens malte er vor allem beschauliche Landschaften aus der Umgebung von Salzburg, diese können in die Tradition eines stimmungsvollen Impressionismus eingeordnet werden. Eine Malerreise führte ihn in die Schweiz, war an einem Salzburger Privatgymnasium als Lehrer und Mitarbeiter von Karl Reisenbichler tätig, 1922 erhielt er eine erste öffentliche Würdigung. 1927 erhielt Müller Rundegg den österreichischen Staatspreis, der mit dem Ankauf des Gemäldes „Salzburg im Frühling“ verbunden war. 1936 folgte die Verleihung der Medaille der Stadt Salzburg.
Sein Schaffen wurde durch den Zweiten Weltkrieg unterbrochen. Nach der Rückkehr aus einer viereinhalbmonatigen Gefangenschaft widmete er sich wieder ganz seiner Malerei und schuf zahlreiche Landschaftsbilder. Albin Müller Rundegg liegt im Salzburger Kommunalfriedhof begraben. Seine Stadt Salzburg ehrte ihn nach seinem Tod 1975 mit der Benennung einer Straße.

## Quelle
- Haslinger, Adolf, Mittermayr, Peter (Hrsg.): Salzburger Kulturlexikon, Residenz Verlag, Salzburg-Wien-Frankfurt/Main 2001, ISBN 3-7017-1129-1